# Final Fantasy: Unlimited
Final Fantasy: Unlimited (FF:U ～ファイナルファンタジー:アンリミテッド～, FF:U ~Fainaru Fantajī: Anrimiteddo~) est un anime basé sur la licence Final Fantasy, qui a débuté le 2 octobre 2001 au Japon et s'est conclu après 25 épisodes, alors que 51 étaient prévus au début du projet. La raison à cela : un manque de succès cruel. La série a été diffusée en France sur MCM.

## Histoire
L’histoire commença lorsque deux créatures divines, Chaos et Oméga (identifiées comme Léviathan et Bahamut), menèrent un combat acharné juste au-dessus de la ville de Tokyo. La forte intensité de leur lutte créa un pilier obscur sur Terre qui inspira un sentiment de peur et de confusion dans la population. Les scientifiques chargés d’étudier cette colonne, Joe et Marie Hayakawa, se mirent à faire des recherches sur ce phénomène. Ils partirent explorer une 1re fois le Pays des Merveilles. En revenant ils décidèrent d'écrire un livre, mais avant de l'avoir rédigé ils partirent une deuxième fois et ne revinrent jamais.
Douze ans plus tard, les enfants des deux scientifiques disparus, Ai et Yu Hayakawa, décident de partir sur les traces de leurs parents avec pour seule information une rumeur donnant le moyen d’atteindre le pilier et d’accéder au « Monde intérieur ». Pour arriver à leurs fins, ils empruntent un métro fantôme où ils rencontrent une jeune fille nommée Lisa, qui est aussi à la recherche de quelqu’un. Arrivés dans le monde intérieur, ils rencontrent Kaze, personnage mystérieux ayant le pouvoir d’invoquer des créatures divines. C’est le début d’une longue aventure pour cette équipe de choc qui devra affronter les nombreux dangers de ce monde inconnu gouverné par « Le Comte ».

## Fiche technique
- Année : 2001 - 2002
- Réalisation : Mahiro Maeda
- Character design : Kazuto Nakazawa
- Animation : Gonzo Digimation
- Nombre d'épisodes : 25

## Doublage
| Personnages    | Voix japonaises | Voix françaises   |
| -------------- | --------------- | ----------------- |
| Ai Hayakawa    | Halko Momoi     | Lucile Boulanger  |
| Lisa Pacifist  | Kyōko Hikami    | Jessie Lambotte   |
| Kaze           | Nobutoshi Canna | Philippe Roullier |
| Lou Lupus      | Kaori           | Christelle Reboul |
| Yu Hayakawa    | Yuka Imai       | Pascale Chemin    |
| Cid            | Toshihiko Seki  | Thierry Bourdon   |
| Tyran          | Akiko Yajima    | Nathalie Bienaimé |
| Makenshi       | Akira Ishida    | Vincent de Bouard |
| Madoushi       | Hideyuki Tanaka | Yann Pichon       |
| Fungus         | Daisuke Gōri    | Emmanuel Fouquet  |
| Herba          | Kana Ueda       | Brigitte Guedj    |
| Oscar          | Kōji Ishii      | Emmanuel Fouquet  |
| Pist           | Takehito Koyasu | Cyrille Monge     |
| Fungo          | Houko Kuwashima | Vincent de Bouard |
| Knave          | Yukitoshi Hori  | Cyrille Monge     |
| Moogle         | Tomoe Hanba     | Brigitte Guedj    |
| Marie Hayakawa | Yuko Minaguchi  | Brigitte Guedj    |
| Joe Hayakawa   | Takumi Yamazaki | Philippe Roullier |
| Chocobaba      | Rin Mizuhara    | Brigitte Guedj    |
| Chocoimo       | Rin Mizuhara    | Christine Paris   |
| Aura           | Tomoe Hanba     | Olivia Dutron     |
| Fabula         | Kikuko Inoue    | Olivia Dutron     |

## Épisodes
1. Le pays des merveilles – Voyage vers les ténèbres
2. Magun – L'homme du vent noir
3. Fruit – La ville au doux parfum
4. Makenshi – L'étude en blanc
5. Cid – La rivière souterraine
6. Kigen – Le sauveur des âmes
7. Métro – L'ennemi du tunnel dimensionnel
8. Terre – Le cœur de Magun
9. Oscar – Le projet sans fin
10. Citadelle – Souvenir d'Orchid
11. Ciel – Le départ du Chocobo
12. Fungus – La vie éternelle
13. Météore – Souvenir abominable
14. Oméga – Réunion et départ
15. Jane – Le puzzle changeant de l'océan
16. Le dragon du Kigen – Derrière le sourire
17. Grenouille – La plus petite des grandes aventures
18. Madoushi – La bataille de Kiri et Kumo
19. Ai – Rencontre avec Clear
20. Yu – Le secret de Gaudium
21. Cactus – La mer vagabonde
22. Moogle – Les souvenirs perdus
23. Teros – À la recherche de l'eau qui vole
24. Chaos – Le comte dévoilé
25. Kaze – À la gloire de la vie